# Likokallio (ö i Södra Österbotten)
Likokallio är en ö i Finland. Den ligger i sjön Kivijärvi och i kommunen Etseri i den ekonomiska regionen  Kuusiokunnat  och landskapet Södra Österbotten, i den centrala delen av landet, 280 km norr om huvudstaden Helsingfors. Öns area är 0,2 hektar och dess största längd är 60 meter i öst-västlig riktning.